# Bocoyna
Bocoyna (del Idioma tarahumara: Bocoina ‘Lugar de pinos’) es un pueblo del estado mexicano de Chihuahua, ubicado en una de las zonas más altas de la Sierra Madre Occidental conocida localmente como la Sierra Tarahumara. Es cabecera del municipio de Bocoyna, sin embargo en número de habitantes es la cuarta población, siendo superada por las poblaciones de San Juanito, Creel y Sisoguichi.
Bocoyna se encuentra localizada en las coordenadas 27°50′25″N 107°35′21″O / 27.84028, -107.58917 y a una altitud de 2,230 m s. n. m., lo cual la hace una de las poblaciones situadas a mayor altitud en el estado de Chihuahua, según el Conteo de Población y Vivienda de 2005 del INEGI, tiene una población total de 735 habitantes, de los cuales 349 son hombres y 386 mujeres.
La población de Bocoyna fue fundada en el año de 1702 por misioneros de la Compañía de Jesús, que realzaban su labor misional en toda la región de la sierra y le dieron el nombre de Misión de Nuestra Señora de Guadalupe de Bocoyna, tomando este último nombre del arroyo junto al cual fue asentado la población, dependiendo de la cercana misión de Sisoguichi, uno de los principales centros jesuitas de la región. Políticamente también dependió de Sisoguichi al ser este señalado como cabecera municipal hasta el año de 1886 en que fue suprimido dicho municipio y pasó a formar parte del Municipio de Carichí, finalmente el 20 de noviembre de 1911 un decreto del gobernador de Chihuahua Abraham González la convirtió en cabecera municipal, dándose al nuevo municipio el nombre de Municipio de Bocoyna.
Actualmente Bocoyna es una población pequeña, asentada junto a la carretera que la comunica con San Juanito y Creel, situándose aproximadamente a la mitad de la distancia de ambas poblaciones, su principal actividad deriva de ser la sede del gobierno municipal, aunque su importancia económica y poblacional es menor que la de las poblaciones mayores del municipio, dedicadas además al turismo y actividades económicas como la explotación forestal.

## Clima
Tiene un clima templado-subhúmedo al encontrarse dentro de la zona boscosa. El verano es ligeramente cálido y húmedo con máximas de 25 °C a 30 °C y mínimas de 12 °C a 18 °C y el invierno es frío con máximas de 5 °C a 12 °C y mínimas de 0 °C a -10 °C. Las nevadas ocurren generalmente desde mediados de noviembre hasta mediados de marzo, aunque se llegan a dar hasta el mes de mayo.